# RocketShip
Die RocketShip ist ein Ro-Ro-Schiff für den Transport von Delta- und Atlas-Trägerraketen der United Launch Alliance.

## Geschichte
Der Schiffsentwurf stammte von Glosten in Seattle. Das Schiff wurde unter der Baunummer 1835 auf der Werft Halter Marine in Moss Point gebaut. Die Kiellegung fand am 26. Oktober 1998, der Stapellauf am 16. Dezember 1999 statt. Die Ablieferung erfolgte am 18. Mai 2000. Das Schiff wurde als Delta Mariner in Fahrt gesetzt.
Das Schiff wurde für den Transport von Trägerraketen vom Boeing-Werk in Decatur im US-Bundesstaat Alabama zu den Raketenstartgeländen in Florida (Cape Canaveral Space Force Station) bzw. Kalifornien (Vandenberg Air Force Base) gebaut. Ab August 2001 fuhr es zunächst für Boeing und seit 2006 für die United Launch Alliance und transportiert Delta- und Atlas-Trägerraketen. Wenn es nicht von der United Launch Alliance benötigt wird, wird es auch für andere Transporte eingesetzt.
Im September 2019 wurde das Schiff in RocketShip umbenannt.
Das Schiff gehört der Bank of America Leasing. Betrieben wird es von Foss Maritime.

### Zwischenfall

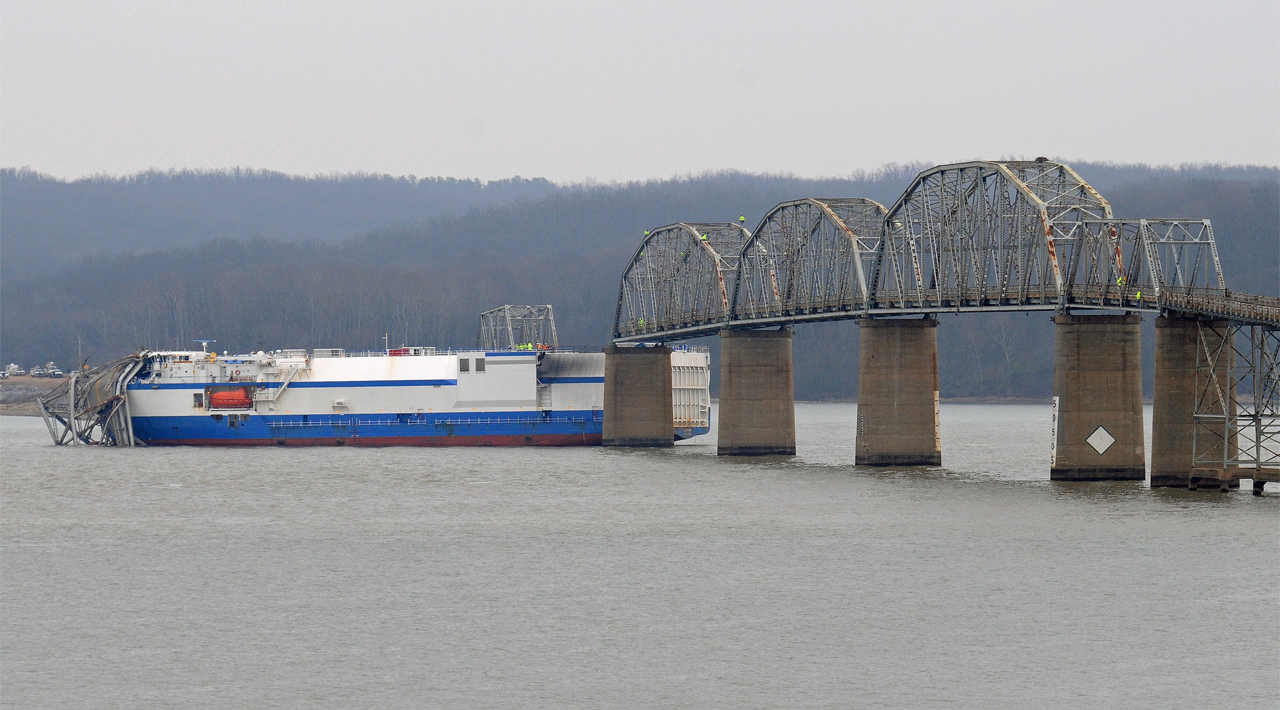
Das Schiff nach der Kollision mit der Eggner Ferry Bridge

Am 26. Januar 2012 kollidierte die Delta Mariner mit der Eggner Ferry Bridge, die im Verlauf des U.S. Highway 68 den Kentucky Lake, ein Stausee des Tennessee River, überspannt. Das Schiff befand sich auf dem Weg von Decatur nach Cape Canaveral. Bei der Kollision wurde ein 322 Fuß langes Teil der Brücke zerstört.
Zum Zeitpunkt des Unglücks befanden sich 16 Besatzungsmitglieder, zwei als Lotsen eingesetzte Schlepperkapitäne und zwei Repräsentanten des Ladungseigentümers an Bord. Auf der Brücke waren zu diesem Zeitpunkt der Kapitän, der Steuermann, der wachhabende Dritte Offizier und ein Decksmann des Schiffes sowie einer der beiden Schlepperkapitäne.
Vor der Kollision des Schiffes mit der Straßenbrücke bestanden unter der Brückenbesatzung und dem auf der Brücke anwesenden Lotsen Unklarheiten darüber, welche Durchfahrt das Schiff nehmen müsste. Zur Orientierung dienten die Signallichter an der Brücke, die allerdings nicht einwandfrei funktioniert haben sollen. Die Position des Schiffes wurde bei der Annäherung an die Brücke nicht mit der Positionsanzeige auf der elektronischen Seekarte abgeglichen. Das Schiff nahm so eine zu flache Durchfahrt abseits der ausreichend hohen Hauptdurchfahrt und kollidierte bei der Durchfahrt mit der Straßenbrücke.

## Technische Daten und Ausstattung

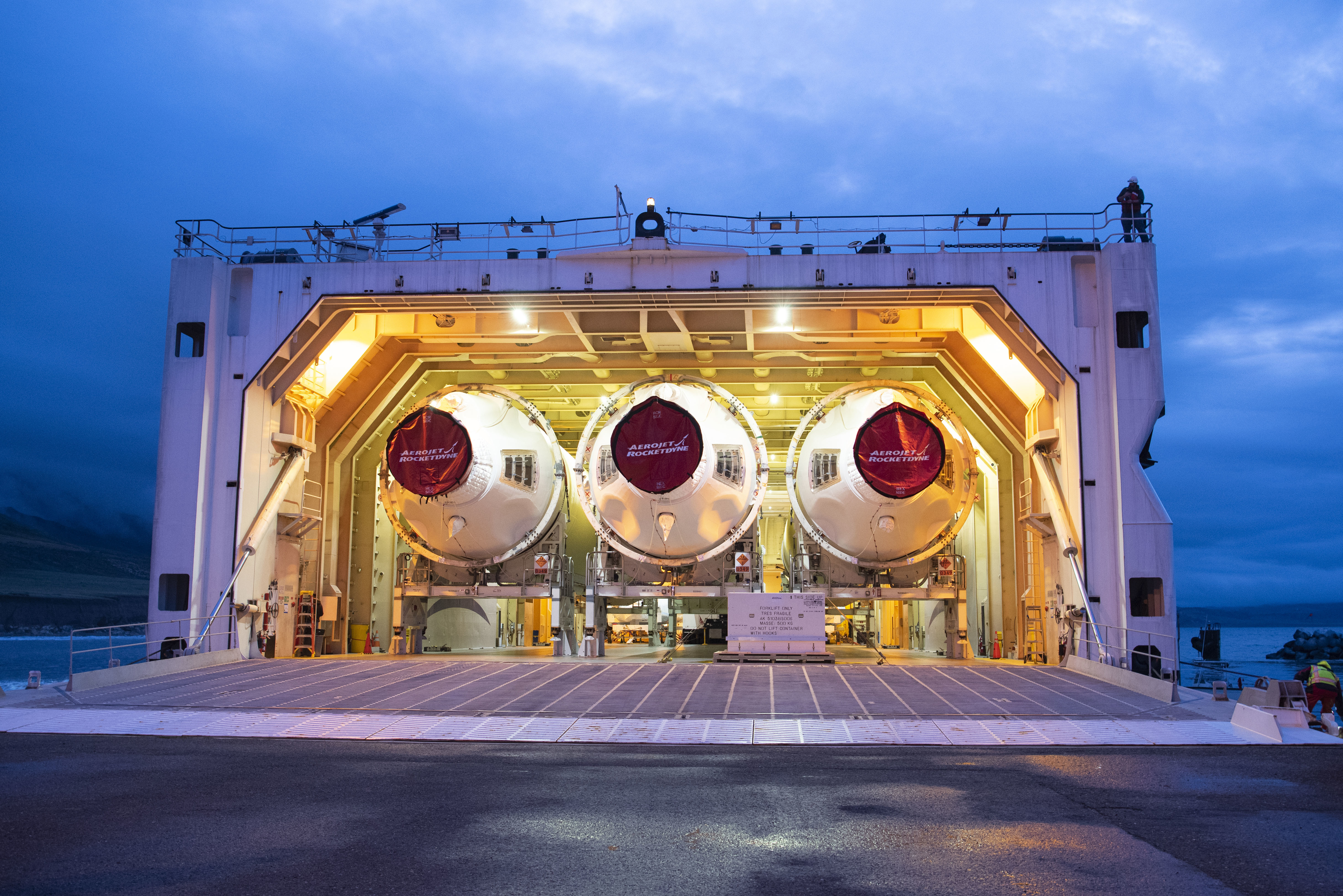
Heckansicht mit Blick in den Laderaum des Schiffes

Das Schiff wird von zwei Sechzehnzylinder-Dieselmotoren des Herstellers General Motors Corp. (Typ: 16-710-G7A) mit jeweils 2984 kW Leistung angetrieben. Die Motoren wirken auf jeweils eine Propellergondel mit Verstellpropeller. Das Schiff ist mit zwei Bugstrahlrudern ausgestattet.
Für die Stromerzeugung stehen vier Generatoren zur Verfügung, die von Caterpillar-Dieselmotoren (Typ: 3412C) mit jeweils 590 kW Leistung angetrieben werden. Weiterhin wurde ein von einem Caterpillar-Dieselmotor (Typ: 3406C) angetriebener Notgenerator verbaut.
Das Schiff verfügt über einen vollständig geschlossenen Laderaum auf dem Hauptdeck. In dem Laderaum können drei Delta-Trägerraketen befördert werden. Für die Be- und Entladung des Schiffs steht eine Heckrampe zur Verfügung.
Während der Tiefgang des Schiffes auf den Binnengewässern auf rund 2,75 m beschränkt werden kann, kann er für Passagen auf dem Meer durch die Aufnahme von Ballastwasser auf mindestens 4,25 m erhöht werden.

## Anmerkung
1. ↑  Die Schlepperkapitäne waren als ortskundige Binnenschiffer zur Unterstützung der Brückenbesatzung auf der Flussstrecke zwischen Decatur, Alabama, und Baton Rouge, Louisiana, an Bord eingeschifft.